# Golf von Porto: Piana Calanche, Golf von Girolata und Naturschutzgebiet Scandola
Unter der Bezeichnung Golf von Porto: Piana Calanche, Golf von Girolata und Naturschutzgebiet Scandola fasst die UNESCO vier Gebiete im Westen der zu Frankreich gehörenden Insel Korsika zusammen.

## Einschreibung
Die Einschreibung in die Liste des UNESCO-Welterbes erfolgte während der 7. Sitzung des Welterbekomitees vom 5. bis 9. Dezember 1983 in der italienischen Metropole Florenz.
Folgende Kriterien wurden zum Zeitpunkt der Einschreibung in die Liste des Welterbes erfüllt:
- vii: Die Güter weisen überragende Naturerscheinungen oder Gebiete von außergewöhnlicher Naturschönheit und ästhetischer Bedeutung auf.
- viii: Die Güter stellen außergewöhnliche Beispiele der Hauptstufen der Erdgeschichte dar, darunter der Entwicklung des Lebens, wesentlicher im Gang befindlicher geologischer Prozesse bei der Entwicklung von Landschaftsformen oder wesentlicher geomorphologischer oder physiogeografischer Merkmale.
- x: Die Güter enthalten die für die In-situ-Erhaltung der biologischen Vielfalt auf der Erde bedeutendsten und typischsten Lebensräume, einschließlich solcher, die bedrohte Arten enthalten, welche aus wissenschaftlichen Gründen oder ihrer Erhaltung wegen von außergewöhnlichem universellem Wert sind.

## Beschreibung
Das Schutzgebiet, das Teil des regionalen Naturparks Korsika ist, befindet sich auf der aus beeindruckendem porphyritischem Gestein bestehenden Halbinsel La Scandola. Die Vegetation bietet Rast- und Brutgebiete für Möwen, Kormorane und Seeadler, das klare Wasser mit seinen kleinen Inseln und unzugänglichen Höhlen beherbergt eine reiche Meeresfauna und -flora.

### Golf von Porto
Der Golf von Porto ist eine Meeresbucht des Mittelmeers  (). Er liegt zwischen Sia im Norden und Sevinfuori im Süden.

### Calanche
Die Calanche sind eine bizarre Felsenlandschaft südlich von Porto im Regionalen Naturpark Korsika (). Die Felsen aus rötlichem Granit liegen in etwa 400 Meter Höhe über dem Meeresspiegel direkt an der Küste, sie scheinen bei entsprechendem Sonnenschein rot zu glühen.
Die enge Straße von Porto nach Piana (D81) führt direkt durch die Calanche. Die Felsen sind von der Straße, besser aber zu Fuß zu erreichen. Mehrere ausgeschilderte Spazierwege führen durch die Felslandschaft und zu den besten Aussichtspunkten. Die gesamte Gegend hat sich zu einem stark besuchten Touristenziel entwickelt.

### Kap Girolata
Das Kap Girolata ist eine Landspitze am Ende der Halbinsel Osani () in der Nähe der gleichnamigen Gemeinde Osani.

### La Scandola
Seit 1975 ist die an der Westküste Korsikas in der Nähe von Porto gelegene Halbinsel La Scandola () als Naturschutzgebiet unter der Aufsicht der Behörde des Parc naturel régional de Corse gestellt und ist damit das älteste Naturschutzgebiet Frankreichs.
Seine Lage ist einzigartig im Mittelmeerraum, zu erreichen ist es nur zu Fuß oder in einem der zahlreichen Ausflugsboote, die von Porto oder Calvi aus fahren.